# 1930 en sports équestres
Chronologie des sports équestres
- 1929 en sports équestres - 1930 en sports équestres - 1931 en sports équestres

Cet article présente les faits marquants de l'année 1930 en sports équestres.

## Événements

### Année
- création du Pari mutuel urbain (PMU)[1].